# Aspidoscelis tigris
Aspidoscelis tigris (західний батогохвіст) — вид ящірок родини теїдових (Teiidae). Мешкає в США і Мексиці.

## Підвиди
Виділяють шістнадцять підвидів:
- Aspidoscelis sexlineatus aethiops (Cope, 1900);
- Aspidoscelis sexlineatus dickersonae (Van Denburgh & Slevin, 1921);
- Aspidoscelis sexlineatus disparilis (Dickerson, 1919);
- Aspidoscelis sexlineatus multiscutata (Cope, 1892);
- Aspidoscelis sexlineatus munda (Camp, 1916);
- Aspidoscelis sexlineatus nigroriens (Hendricks & Dixon, 1986);
- Aspidoscelis sexlineatus pulchra (Williams, Smith & Chrapliwy, 1960);
- Aspidoscelis sexlineatus punctata (Walker & Maslin, 1964);
- Aspidoscelis sexlineatus punctilinealis (Dickerson, 1919);
- Aspidoscelis sexlineatus rubida (Cope, 1892);
- Aspidoscelis sexlineatus septentrionalis (Burger, 1950);
- Aspidoscelis sexlineatus stejnegeri (Van Denburgh, 1894);
- Aspidoscelis sexlineatus tigris (Baird & Girard, 1852);
- Aspidoscelis sexlineatus variolosa (Cope, 1892);
- Aspidoscelis sexlineatus vivida (Walker, 1981).

## Поширення і екологія
Західні батогохвости поширені від Орегона і Айдахо на схід до Колорадо та Техасу і на південь до Нижньої Каліфорнії, Сіналоа і південної Коауїли. Вони живуть в пустелях і напівпустельних чагарникових заростях, трапляються в рідколіссях і прибережних заростях. Відкладають яйця.